# Viaduto do Barreto
Viaduto do Barreto é uma via elevada de curta extensão e em mão única que possibilita o acesso do bairro de mesmo nome ao trecho da BR-101 conhecido como Avenida do Contorno na cidade de Niterói, Rio de Janeiro. Às margens da Baía de Guanabara, é o principal acesso para a Ponte Rio-Niterói. Nas proximidades podem ser encontrados o Combinado Cinco de Julho e a quadra da escola de samba Unidos do Viradouro.